# ديمتريوس كلي لوبيس
ديميتريوس كلي لوبيس (بالإنجليزية: Demetrius Klee Lopes) ولد في 19 مارس 1970 وهو جراح أعصاب متخصص في العلاج العصبي الوعائي. يشغل لوبيس منصب مدير جراحة الأوعية الدموية ورئيس قسم جراحة المخ والأعصاب الدماغية وأستاذ في المركز الطبي لجامعة راش في شيكاغو، إلينوي. وهو عضو هيئة تدريس في بريغهام ومستشفى المرأة في مدرسة طب هارفارد.
أسس لوبيس مؤسسة كيور 4 ستروك"Cure4Stroke" وهي مؤسسة غير ربحية وهو رئيس تحرير موقع "Neurovascular Exchange" التعليمي، كما خدم في اللجنة المنظمة للمؤتمر العالمي للأوعية الدموية العصبية.

## حياته وتعليمه
ولد لوبيز في 19 مارس 1970، وكان يعيش في البرازيل حتى عام 1993. بدأ تعليمه الطبي في عام 1987 في جامعة ريو غراندي دو سول الاتحادية. بعد الانتهاء من الدكتوراه في الطب في عام 1993، أكمل إقامته في نيويورك في جامعة بافالو.

## عمله
- في عام 2001 انضم لوبيس إلى المركز الطبي لجامعة راش. في مايو 2006، تم التصويت من أجله في شيكاغو من قبل شيكاغو تريبيون.[7][6]
- في عام 2013 أسس لوبيس كيور 4 ستروك"Cure4Stroke" وهي مؤسسة غير ربحية تهدف إلى رفع الوعي حول «السكتة الدماغية» والاحتفال بالناجين منها.[8][9][5]
- نشر لوبيز مقالات تؤكد أن استخدام العلاج للسكتة الدماغية من خلال الأوعية الدموية يحسن نتائج المرضى.[10][11][12]

## وصلات خارجية
- Demetrius Lopes profile at the World Live Neurovascular Conference
- Cure4Stroke Foundation
- Neurovascular Exchange